# ژیزل فروینت
ژیزل فروینت (آلمانی: Gisèle Freund؛ ‏ ۱۹ دسامبر ۱۹۰۸ – ۳۱ مارس ۲۰۰۰) عکاس هنری و عکاس خبری آلمانی‌الاصل اهل فرانسه بود که به خاطر عکاسی مستند و عکاسی پرتره از نویسندگان و هنرمندان شهرت داشت. شناخته شده‌ترین کتاب او، عکاسی و جامعه (۱۹۷۴)، نسخهٔ گسترش یافته‌ای از پایان‌نامه مکتب‌آفرین او در سال ۱۹۳۶ است. این رساله نخستین بررسی اجتماعی-تاریخی دربارهٔ هنر عکاسی به عنوان یک رسانه دموکراتیک برای بازنمایی خود در عصر بازآفرینی فناوری بود. او با دفاع از این نخستین تز دکترا در زمینه عکاسی در دانشگاه سوربن یکی از اولین زنانی بود که در آنجا درجه شایستگی علمی گرفت.
مشارکت عمده فروینت در عکاسی شامل استفاده از دوربین لایکا (با قابلیت قرار دادن رول‌های فیلم‌های ۳۵ میلی‌متری با ۳۶ فریم) برای روزنامه‌نگاری و گزارش‌های مستند و همچنین پیشگامی‌اش در استفاده از پوزیتیوهای کوداکروم و آگفاکالر برای پرتره‌های رنگی از نویسندگان و هنرمندان است که به او امکانِ ایجاد «سبک منحصربه‌فردی از چهره‌نگاری بی‌هوا» را داد که وی را در عالم عکاسی قرن بیستم متمایز نمود.
او که در تمام عمرش به گرایش سیاسی چپی داشت، در سال ۱۹۷۷ رئیس اتحادیه عکاسان فرانسه شد. در سال ۱۹۸۱، پرتره رسمی رئیس‌جمهور فرانسه فرانسوا میتران را ثبت کرد و در سال ۱۹۸۲ به افیسیه هنر و ادب و در ۱۹۸۳ شوالیه لژیون دونور شد که یکی از بالاترین نشان‌های افتخار فرانسه است. در سال ۱۹۸۵ او نخستین عکاسی بود که با برپایی یک نمایشگاه گذشته‌نگر در موزه ملی هنر مدرن پاریس گرامی داشته شد.

## زندگی‌نامه

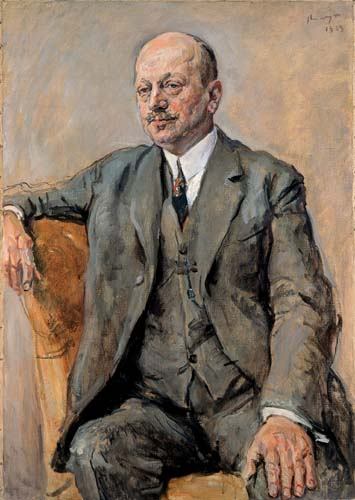
ماکس اسلیوُگت، پرترهٔ یولیوس فروینت، ۱۹۲۵

### سال‌های اولیه
ژیزل فروینت در شونبرک (محله‌ای در برلین) در خانواده‌ای که در کار تجارت پارچه بودند، به دنیا آمد، والدینش یولیوس فروینت و کلارا فروینت (با نام‌خانوادگی دوشیزگی دِرِسِل)، یک زوج ثروتمند یهودی بودند.
پدر او، یولیوس فروینت یک کلکسیونر هنری علاقه‌مند بود و ماکس اسلیوگت، کته کلویتس و ماکس لیبرمان از دوستان خانوادگی او بودند. او به عکاسی نیز علاقه داشت، از جمله آثار کارل بلوسفلت، که کلوزآپ‌های او از اجسام، مطالعه‌ای از اشکال شکال طبیعی اشیاء بود. پدر ژیزل فروینت نخستین دوربین عکاسی را برای دخترش خرید که یک فوکتلندر ۶×۹ در سال ۱۹۲۵ و یک دوربین لایکا بود که در سال ۱۹۲۹ به عنوان هدیه فارغ‌التحصیلی به او اهدا کرد.
ژیزل فروینت در سال ۱۹۳۱، در رشته جامعه‌شناسی و تاریخ هنر در دانشگاه آلبرت لودویگز فرایبورگ در ناحیهٔ برایسگائو آلمان تحصیل کرد و در سال‌های ۱۹۳۲ و ۱۹۳۳ در دانشگاه گوته فرانکفورت زیر نظر تئودور آدورنو، کارل مانهایم و نوربرت الیاس (که تحت عنوان مکتب فرانکفورت شناخته می‌شدند) تحصیل کرد. او در دانشگاه عضو فعال یک گروه سوسیالیست دانشجویی شد و مصمم بود از عکاسی به عنوان بخشی جدایی‌ناپذیر از عملکرد سوسیالیستی خود استفاده کند. یکی از نخستین گزارش‌های او که در ۱ مه ۱۹۳۲ تصویربرداری شد، «راهپیمایی اخیر دانشجویان ضد فاشیست را نشان می‌دهد» که «به‌طور مرتب توسط گروه‌های نازی مورد حمله قرار گرفته بودند».

### پاریس
در مارس ۱۹۳۳، یک ماه پس از به قدرت رسیدن آدولف هیتلر در آلمان، والتر بنیامین در ۳۰ مه به پاریس گریخت. او در حالی که نگاتیوهایش را دور بدنش پیچیده بود، به پاریس فرار کرد تا بتواند آنها را از سد مرزبانان عبور دهد. ژیزل و والتر بنیامین دوستی خود را در پاریس ادامه دادند و در آنجا بود که فروینت عکس مشهوری از او در حال مطالعه در کتابخانه ملی فرانسه گرفت. آنها هر دو در مورد هنر قرن ۱۹ و ۲۰ مطالعه می‌کردند و دربارهٔ آن می‌نوشتند و فروینت تحصیلات خود در سوربن را پی گرفت.
اگرچه فروینت مجذوب عکاسی پرتره بود، اما هرگز این کار را به‌طور جدی انجام نداده بود و در آن زمان دوربین را صرفاً به عنوان «ابزاری برای پژوهش‌های جامعه شناختی» می‌دید. آندره مالرو نخستین کسی بود که از او خواست برای یکی از کتاب آینده‌اش، از او عکس بگیرد، نه یک پرتره رسمی معمولی، بلکه به شکلی بی‌هوا، که در آن زمان در پاریس در حال فراگیر شدن بود؛ بنابراین آنها به بهارخواب خانه رفتند. عکس‌هایی که او در آن روز از او گرفت، در دهه‌های بعد بارها توسط ناشران استفاده شد. مالرو که اکنون با او آشنایی نسبی پیدا کرده بود، از فروینت دعوت کرد تا از نخستین کنگره بین‌المللی دفاع از فرهنگ در پاریس در سال ۱۹۳۵ عکاسی مستند کند، و در آنجا بود که او با بسیاری از هنرمندان برجسته فرانسوی زمان خود آشنا شد و پس از آن از او عکس گرفت. فروینت با چهره‌های ادبی مشهور همچون سیلویا بیچ مالک شکسپیر و شرکاء و آدرین مونیه مالک «خانه دوستان کتاب» دوست شد. در سال ۱۹۳۵، مونیه ازدواجی را برای مونیه با پی‌یر بلوم ترتیب داد تا مونیه بتواند ویزایی برای اقامت قانونی در فرانسه بگیرد (آنها پس از پایان جنگ جهانی دوم در سال ۱۹۴۸ رسماً طلاق گرفتند).
در سال ۱۹۳۶، زمانی که سیلویا بیچ به ایالات متحده آمریکا رفت، فروینت به آپارتمان مشترک مونیه و بیچ نقل مکان کرد و با مونیه رابطه شخصی نزدیکی (همراه رابطه جنسی نامشروع) پیدا کرد. هنگامی که بیچ بازگشت، به رابطه نزدیک خود با مونیه پایان داد، اما دوستی قوی خود با مونیه و فروینت را حفظ کرد. فروینت دورهٔ دکترای خود را در جامعه‌شناسی و تاریخ هنر در دانشگاه سوربن در سال ۱۹۳۶، به پایان رساند و از پایان‌نامه دکترای خود را با عنوان «عکاسی در فرانسه در قرن نوزدهم» دفاع کرد که توسط «خانه دوستان کتاب» مونیه منتشر شد.
مونیه «[فروینت] را به هنرمندان و نویسندگانی که جذاب‌ترین موضوعات هنری او شدند، معرفی کرد.» در اواخر همان سال، فروینت با اثر عکاسی خبری خود، «انگلستان شمالی»، که در ۱۴ دسامبر ۱۹۳۶ در مجله لایف منتشر شد، در سطح بین‌المللی شهرت یافت و تأثیرات رکود بزرگ در انگلستان را نشان داد. در آن زمان هیچ مجله‌ای در فرانسه نمی‌توانست عکس‌های رنگی منتشر کند، بنابراین کار فروند با لایف - یکی از نخستین مجلات نشر انبوه رنگی - رابطه مادام‌العمر بین عکاس و این مجله شکل گرفت.
در سال ۱۹۳۸، مونیه به فروینت پیشنهاد داد که از جیمز جویس برای کتاب آینده‌اش، شب‌زنده‌داری فینگن‌ها عکس بگیرد. جویس که دوست نداشت از او عکس گرفته شود، فروینت را برای نمایش خصوصی آثار قبلی خود به آپارتمانش در پاریس دعوت کرد. او به اندازه‌ای تحت تأثیر کار فروینت قرار گرفت که به او اجازه داد از او عکاسی کند، و در یک دوره سه روزه، خودمانی‌ترین پرتره‌های جویس را در زمان اقامتش در پاریس ثبت کرد. در یکی از جلسات عکاسی، جویس سرش را به چراغ زد و پیشانی خود را برید. او فریاد زد: «خونریزی دارم. عکس‌های لعنتی تو موجب مرگ من خواهد بود» و ادامه داد: «در اثر این درد، فراموش کرده بود که هرگز در حضور یک خانم نباید ناسزا بگوید.» درست بعد از اتمام جلسه عکاسی، تاکسی فروینت تصادف کرد که به دوربین‌های او آسیب رساند و فیلم‌ها همه خراب شدند. فروینت این موضوع را به جویس خبر داد و جویس که خرافاتی بود، متقاعد شد که ناسزاگویی او باعث این تصادف شده است، بنابراین او فروند را برای دور دوم عکاسس، به خانه اش دعوت کرد. مجله تایم در ۸ مه ۱۹۳۹ از یکی از این عکس‌ها را روی جلد خود منتشر کرد. کل مجموعه عکس‌ها در نهایت در سال ۱۹۶۵ در جیمز جویس در پاریس سال‌های پایانی او اثر ژیزل فروینت و وی.بی. کارلتون و با مقدمه‌ای از سیمون دو بووار.
در سال ۱۹۳۹ و پس از «دوبار عدم پذیرش در تویستاک اسکوئر»، فروینت سرانجام اعتماد ویرجینیا وولف را به خود جلب کرد و عکس‌های رنگی نمادین خانوادهٔ وولف را که امروزه در گالری ملی پرتره به نمایش گذاشته شده، ثبت کرد. وولف حتی «موافقت کرد که لباس‌هایش را عوض کند تا ببیند کدامیک با هارمونی رنگ‌ها مناسب‌تر است و اصرار داشت که با لئونارد (و سگ اسپانیل خود پینکا) از او عکس گرفته شود. در برخی از چاپ‌ها، چهرهٔ وولف رنگ‌پریده و دارای چین و چروک است و در برخی دیگر کمی لبخند می‌زند و جوان‌تر است. این مکان مقدس ملکه بلومزبری بود که در آن مهمانی‌هایش برگزار می‌شد و دوستانش برای صرف چای می‌آمدند. تنها یک سال بعد، این خانه در جریان بلیتس ویران شد.»
در ۱۰ ژوئن ۱۹۴۰ میلادی، با نزدیک شدن تهاجم نازی‌ها به پاریس، فروینت از پاریس به منطقه آزاد دوردونی فرار کرد. شوهر صوری او، پی‌یر، توسط نیروهای نازی دستگیر و به اردوگاه کار فرستاده شده بود. او موفق به فرار شد و قبل از بازگشت به پاریس برای مبارزه و پیوستن به گروه مقاومت با فروینت ملاقات کرد. فروینت به عنوان همسر یک زندانی فراری، یک یهودی و یک سوسیالیست، «از جان خود بیم داشت».
درست قبل از شروع جنگ، والدین او سرانجام در فوریه ۱۹۳۹ از آلمان به بریتانیا گریختند و نازی‌ها تمام دارایی‌های آنها را که پیش از فرار در آلمان رها کردند بودند، مصادره کردند. پدرش دو سال بعد از دنیا رفت و مادرش، بی‌پول، مجبور شد مجموعه آثار هنری را که قبلاً در سال ۱۹۳۳، اندکی پس از به قدرت رسیدن هیتلر، به سوئیس بی‌طرف منتقل کرده بود، بفروشد.

### بوئنوس آیرس، مکزیکوسیتی و بازگشت به پاریس

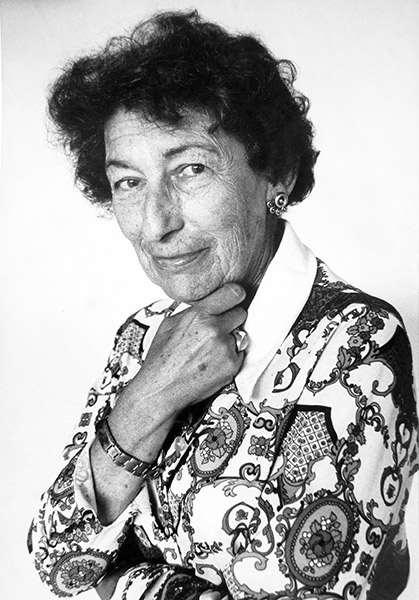
ژیزل فروینت، پاریس ۱۹۷۴، عکس از هانس پوتنیس

در سال ۱۹۴۲، با کمک آندره مالرو که به دوستانش گفته بود، "ما باید ژیزل را نجات دهیم!"، فروینت به دعوت ویکتوریا اوکامپو، مدیر نشریه سور به بوئنوس آیرس آرژانتین گریخت. اوکامپو در کانون نخبگان روشنفکر آرژانتین قرار داشت و فروینت از طریق او با بسیاری از نویسندگان و هنرمندان بزرگ مانند خورخه لوئیس بورخس و پابلو نرودا آشنا شد و از آنها عکس گرفت.
فروینت در حالی که در آرژانتین زندگی می‌کرد، یک شرکت نشر به نام «ادیسیونِس ویکتوریا» بنیان نهاد که کتاب‌هایی در مورد فرانسه ارائه می‌کرد. او می‌نویسد: «در واقع، من این کار را برای دولت در تبعید شارل دو گل شروع کردم، زمانی که در وزارت اطلاعات به‌طور داوطلبانه و بدون دریافت حقوق کار می‌کردم.» او همچنین یک کمیته اقدام امدادی برای هنرمندان فرانسوی تأسیس کرد و سخنگوی فرانسه آزاد شد. پس از جنگ، در سال ۱۹۴۶ با نمایشگاهی در مورد آمریکای لاتین و سه تن توشه جمع‌آوری‌شده برای نویسندگان و روزنامه نگاران به پاریس بازگشت.
فروینت در سال ۱۹۴۷، قراردادی را با «مگنوم فوتوز» به عنوان یکی از مشارکت‌کنندگان آمریکای لاتین امضا کرد، اما در سال ۱۹۵۴، در اوج ترس سرخ و به دلیل دیدگاه‌های سوسیالیستی‌اش، دولت ایالات متحده او را عنصر نامطلوب اعلام کرد و رابرت کاپا او را مجبور به قطع روابط با مگنوم کرد تا خود و دیوید سیمور را از تحقیقات اف‌بی‌ای مصون بدارد. در سال ۱۹۵۰، گزارش تصویری او از اوا پرون آراسته به جواهرات برای مجله لایف، جنجال دیپلماتیکی بین ایالات متحده آمریکا و آرژانتین ایجاد کرد و بسیاری از حامیان پرون را ناراحت کرد—عکس‌های مجلل او بر خلاف شعارها و سیاست‌های رسمی ریاضت و ساده‌زیستی حزب بود و مجله لایف در آرژانتین در فهرست سیاه قرار گرفت و بار دیگر فروینت مجبور شد با نگاتیوهای خود از کشوری فرار کند. او به مکزیک نقل مکان کرد و با دیه‌گو ریورا، فریدا کالو، داوید آلفارو سیکِـیروس و خوزه کلمنته اوروزکو دوست شد.
فروینت در سال ۱۹۵۳، به‌طور همیشگی به پاریس نقل مکان کرد. او در طول زندگی حرفه‌ای‌اش، بیش از ۸۰ پروژه عکاسی خبری برای لایف، تایم، ساندی تایمز، پیکچر پست، ویکلی ایلاستریتد و مجلات فرانسوی وو، پاری مچ، پوین دو وو و هنر و تزئین و همچنین مجلهٔ سوئیسی دو انجام داد. فروینت از دهه ۱۹۶۰ به بعد، به نوشتن ادامه داد. «دنباله» پایان‌نامه او که اکنون عکاسی و جامعه نامیده می‌شود، در سال ۱۹۷۴ در قالب کتابی منتشر شد و چون به زبان فرانسوی نوشته شده بود، در همان سال به آلمانی ترجمه شد. ترجمه انگلیسی کتاب در سال ۱۹۸۰ صورت گرفت. نسخه‌های بعدی به زبان‌های اسپانیایی (۱۹۷۶)، سوئدی (۱۹۷۷)، کره‌ای (۱۹۷۹)، ایتالیایی (۱۹۸۰)، کرواتی (۱۹۸۱)، ژاپنی (۱۹۸۶)، یونانی (۱۹۹۶)، و ترکی (۲۰۰۷) منتشر شد. در سال ۱۹۷۷، او رئیس فدراسیون انجمن‌های عکاسان خلاق فرانسه (سندیکای صنفی عکاسان) شد، سِمَتی که پیش از او، آنری کارتیه-برسون بر عهده داشت.
در همان سال آلمان، نخستین نمایشگاه گذشته‌نگر ژیزل فروینت را به سرپرستی کلاوس هانف برپا کرد، که شامل مشارکت او در دوکومنتا ۶ نیز بود. این نسخه از نمایشگاه مهم بین‌المللی هنر معاصر بر هنر عکاسی تمرکز داشت و ۱۵۰ سالگی خود را با یک نظرسنجی بزرگ جشن گرفت که در آن، تصاویر پرترهٔ جیمز جویس و اویتا پرون در «بخش چهره‌نگاری» آن انتخاب شد. در دهه ۱۹۷۰ آثار ژیزل فروینت در ابتدا در گالری‌های عکاسی در ایالات متحده مورد توجه قرار گرفت و سپس برپایی نمایشگاه بزرگی از آثار او در گالری سیدنی جنیس در نیویورک در سال ۱۹۷۹ سبب دستیابی به تمام ۱۸۰ عکس به‌نمایش درآمده امروزی توسط مرکز عکاسی خلاق در دانشگاه آریزونا در توسان گردید. شهرت او به عنوان یک عکاس پرتره مهم با هر نمایشگاه متوالی افزایش یافت. او اکنون به‌عنوان یکی از بهترین عکاسان پرتره قرن بیستم شناخته می‌شود: پس از مرگش در پاریس «رئیس‌جمهور ژاک شیراک او را به‌عنوان یکی از 'بزرگ‌ترین عکاسان جهان تحسین کرد'».
او در گورستان مون‌پارناس در پاریس در نزدیکی خانه و استودیوی عکاسی خود در پلاک ۱۲ خیابان لالان دفن شده است.

## آثار برجسته

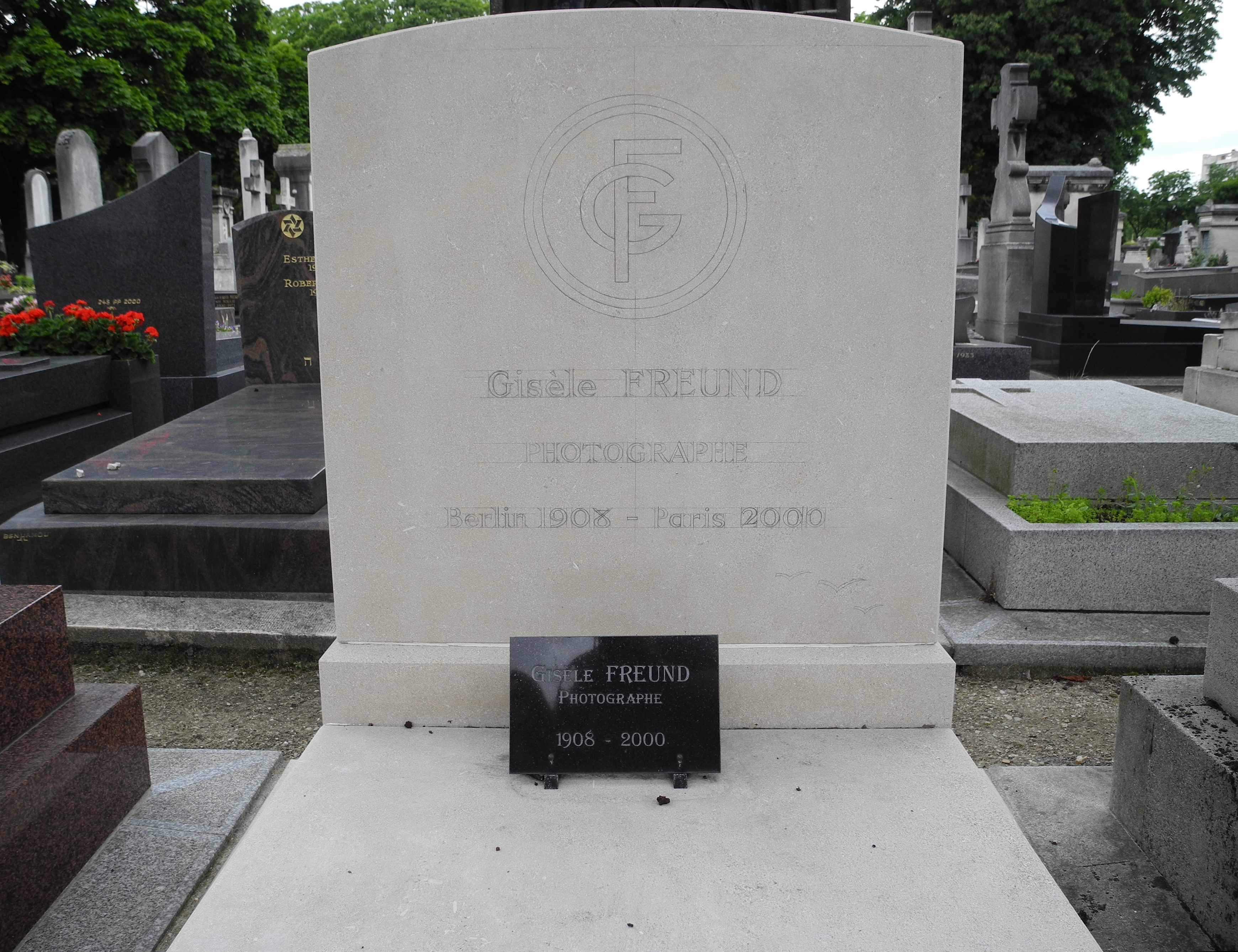
مقبرهٔ ژیزل فروینت گورستان مون‌پارناس در پاریس

پایان‌نامه فروینت یک مطالعه اجتماعی-تاریخی بنیادین در مورد عکاسی بود که نخستین بار در قالب کتابی توسط آدرین مونیه در سال ۱۹۳۶ منتشر شد و نسخه اصلاح شده آن در دهه ۱۹۷۰ با ترجمه به چندین زبان منتشر شد. یکی از شناخته‌شده‌ترین عکس‌های اولیه او، از یکی از آخرین تظاهرات‌های سیاسی خیابانی در آلمان قبل از قدرت گرفتن هیتلر است. در سال ۱۹۳۶ فروینت از اثرات افسردگی در انگلستان برای زندگی مردم عکس گرفت. او به خاطر پرتره‌های رنگی خود از نویسندگان و هنرمندان، از جمله ساموئل بکت، ویرجینیا وولف، جورج برنارد شاو، آنری ماتیس، مارسل دوشان و بسیاری دیگر شهرت داشت. در سال ۱۹۸۱، فروند پرتره رسمی (روتوش نشده) خود از فرانسوا میتران، رئیس‌جمهور فرانسه (۱۹۸۱–۱۹۹۵) را منتشر کرد.
سوزان دیلی در آگهی ترحیم فروینت در نیویورک تایمز می‌نویسد: «[فروینت] در انتقال نگرش سوژه‌هایش تخصص داشت. او روی دست‌ها، وضعیت بدن و لباس تمرکز می‌کرد. هیلتون کرامر با مرور نمایشگاهی از آثار عمر او در سال ۱۹۷۹ در نیویورک تایمز نوشت که او استاد 'مستندسازی درخشان بود تا نوآوری و اصالت' خانم فروینت در مصاحبه‌ای در سال ۱۹۹۶ گفته بود که آثار سوژه‌هایش را می‌خواند و اغلب ساعت‌ها قبل از گرفتن پرتره دربارهٔ کتاب‌هایشان با آنها بحث می‌کند. در واقع، این توانایی فروینت در برقراری ارتباط با نویسندگان و هنرمندان—به‌ویژه جیمز جویس سرسخت—بود که به او این توانایی را داد تا از آنها با بی‌هوا عکس بگیرد.

## جوایز
- ۱۹۷۷ - رئیس منتخب اتحادیه کارگری فدراسیون انجمن‌های عکاسان خلاق فرانسه
- ۱۹۷۷ - مهمان افتخاری جشنواره بین‌المللی سالانه «نشست‌های بین‌المللی عکاسی آرل» (فرانسه)
- ۱۹۷۸ - جایزه فرهنگی انجمن آلمانی برای عکاسی (آلمان)
- ۱۹۸۰ - جایزه بزرگ ملی عکاسی (فرانسه)
- ۱۹۸۲ -افیسیه هنر و ادب (فرانسه)
- ۱۹۸۳ - شوالیه لژیون دونور (فرانسه)
- ۱۹۸۷ - افسر شایستگی در هنر (فرانسه)
- ۱۹۸۹ - دکترای افتخاری، موزه ملی عکاسی در دانشگاه برادفورد (بریتانیا)